# Alessandro Viglio
Alessandro Viglio (Ceretto Lomellina, 3 luglio 1881 – Novara, 10 o 16 febbraio 1944) è stato uno storico italiano.

## Biografia
Nacque a Ceretto Lomellina il 3 luglio 1881, figlio del vespolatese Carlo.
Fin da giovanissimo si dedicò alla composizione di versi e novelle, collaborando con giornali e riviste locali. Nel 1904 pubblicò un poemetto in terzine sulle origini mistiche di Novara, La favola di Elcio e Novara, accompagnato da un'incisione dello scultore Benvenuto Pirotta.
All'università di Torino si laureò in lettere nel 1905 con una tesi sulle lotte comunali fra Novara e Vercelli, sostenne gli esami di Magistero in Storia e Geografia e in Lettere nel 1906, e si laureò in filosofia nel 1910.
In seguito insegnò nelle scuole secondarie di Racconigi per due anni, poi a Novara. Per un breve periodo fu preside a Bagnacavallo (Ravenna), quindi al liceo classico Carlo Alberto di Novara. Almeno dal 1937 fu provveditore agli studi per la provincia di Novara.
Assieme a Lino Cassani, a quel tempo parroco di Sant'Eufemia, fu tra i membri fondatori della Società Storica Novarese e segretario dal 1936. Del Bollettino storico per la provincia di Novara, rivista ufficiale della società, aveva già assunto la direzione dopo la morte di Giovanni Battista Morandi, nel 1915.
Fu autore molto prolifico nell'ambito della storia locale, soprattutto del Risorgimento, e si impegnò nella tutela dei monumenti e nello sviluppo delle istituzioni culturali cittadine. Era un estimatore della Marchesa Colombi, della quale teneva una copia dell'opera In risaia nella biblioteca di classe.
Dal 1917 fu direttore dei Musei civici di Novara, che riaprì al pubblico, procedette al riordino delle raccolte del Museo archeologico e nel 1930 ottenne la donazione della collezione d'arte moderna di Alfredo Giannoni.
Diresse anche l'Archivio storico e la Biblioteca Negroni e civica di Novara, dai primi anni '30 fino alla morte. Durante la sua direzione vennero fusi i cataloghi alfabetici e iniziati il catalogo topografico e quello per soggetti. L'Archivio storico inoltre fu collocato nella biblioteca e si procedette ad un accurato riordino, la sede fu ristrutturata, ampliata e modernizzata nel biennio 1934-1935. Durante la direzione pubblicò vari scritti sulle vicende storiche della biblioteca e il catalogo degli incunaboli, il tutto raccolto in un estratto del Bollettino storico nel 1932.
Un ricco carteggio e il suo archivio sono conservati presso l'Archivio di Stato di Novara.

### Famiglia
Sappiamo che Alessandro Viglio aveva un figlia, Lina (Angiola Maria), nata il 10 novembre 1907 e morta il 13 gennaio 1931, a soli ventitré anni. In sua memoria, nel 1932 alcuni membri della Società Storica sottoscrissero e finanziarono un premio da conferire all'alunna più meritevole dell'istituto in cui Viglio insegnava in quegli anni.

## Riconoscimenti

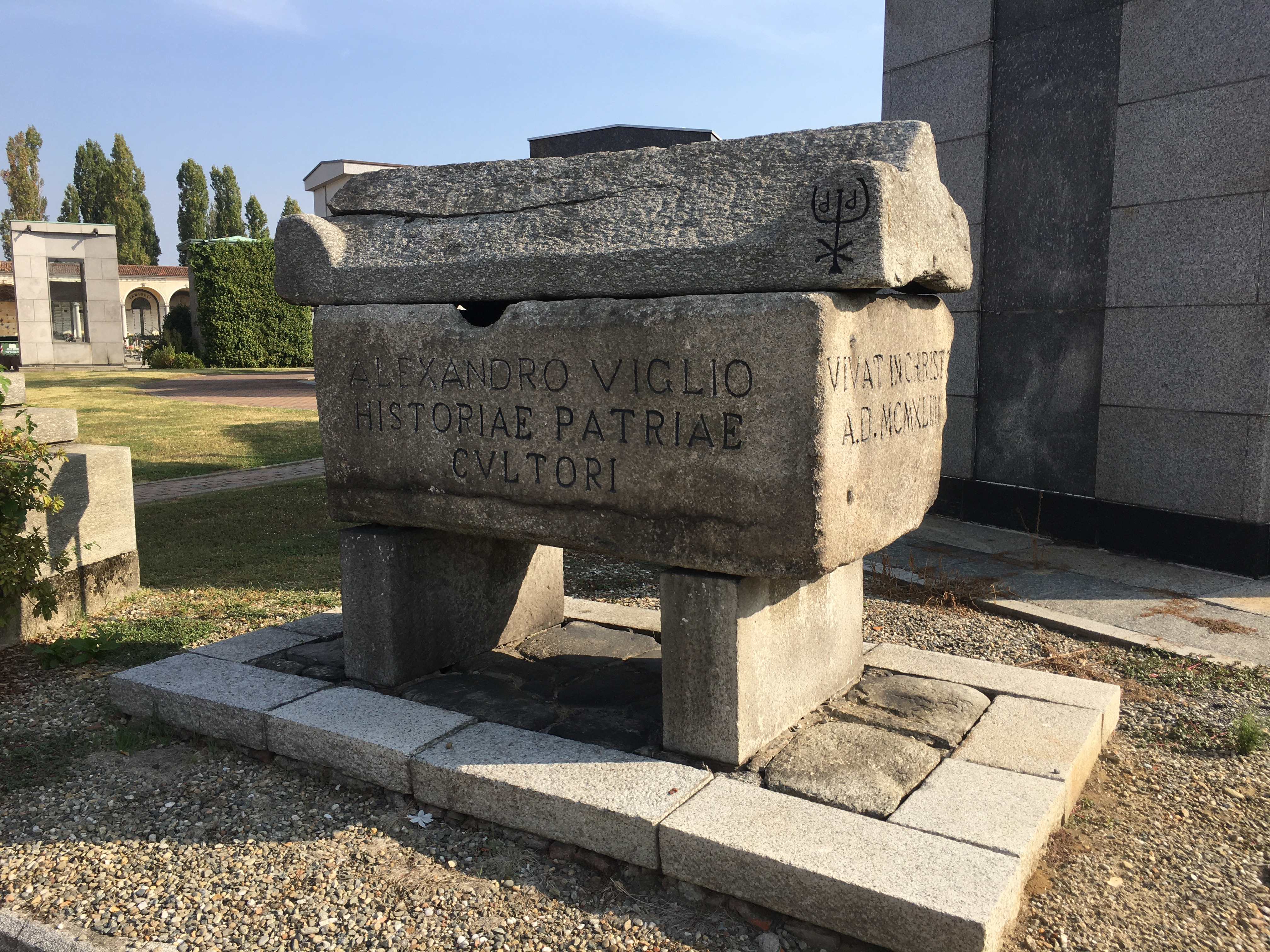
Sarcofago romano al cimitero di Novara, posto sulla tomba di Alessandro Viglio nel 1944

A riconoscimento della sua passione e dei suoi contributi agli studi storici, nel 1944 al cimitero di Novara fu aggiunto come ornamento della sua tomba un sarcofago di serizzo, stimato di epoca romana tardo-imperiale, conservato fino a quel momento presso il cimitero di Garbagna Novarese.
Con la delibera n. 1465 del 10 aprile 1956 il comune di Novara gli ha intitolato una via nel quartiere Sant'Agabio, traversa del corso Trieste.

## Opere
Una lista parziale delle opere di Alessandro Viglio, in ordine cronologico di pubblicazione:
- La favola di Elcio e Novara, Tip. Fratelli Miglio, 1904.
- Un carme inedito sopra la restituzione di Piacenza e di Novara a Ottavio Farnese, Tip. Miglio, 1907.
- Liriche, Tip. G. Cantone, 1907.
- Gaspare Gozzi pedagogista: note, F. Bruciafreddo, 1911.
- La carità del natio loco nella poesia di Giuseppe Regaldi, Tip. Cattaneo, 1913.
- Gaspare Gozzi: vita e opere, Messina, G. Principato, 1916.
- La Società archeologica pel Museo Patrio Novarese, Tip. G. Gaddi, 1917.
- Semplici nozioni di stilistica italiana - Per le scuole secondarie inferiori, Trevisini, 1918.
- La Madonna e il bambino mutilati del Museo civico di Novara, Tip. Cattaneo, 1920.
- Usi nuziali di Sambughetto, Stab. tip. Cattaneo, 1920.
- Palazzo della Banca popolare di Novara, già Palazzo Bellini, E. Cattaneo, 1922.
- Museo Civico, Archivio Storico - Relazione per gli anni 1917-1922, E. Cattaneo, 1923.
- Zeffirino Carestia scultore: l'uomo, l'artista, le opere: Parte 1, Parte 2, Tip. E. Cattaneo, 1925.
- Alessandro Viglio e Giovanni Lazanio, La chiesa e il convento di S. Nazaro della Costa, Novara, Cattaneo editore, 1929.
- Il Broletto di Novara e il suo restauro, con Ezio Maria Gray e Giovanni Lazanio, Cattaneo editore, Novara, 1930.
- Il Broletto di Novara e la Galleria d'arte moderna Paolo e Adele Giannoni - Con prefazione illustrativa, Istituto Geografico De Agostini, 1930.
- Memorie novaresi d'ogni secolo, E. Cattaneo, 1930.
- Catalogo della galleria d'arte moderna Paolo e Adele Giannoni in Novara, Istituto Geografico De Agostini, 1930.
- Un Don Rodrigo della bassa Valsesia (Il Caccetta), Tip. di Miglietta, 1931.
- Le Biblioteche Negroni e civica di Novara - Notizie storiche, i donatori, gli incunabuli, E. Cattaneo, 1932.
- Galleria d'arte moderna Paolo e Adele Giannoni - Catalogo delle opere, con 66 incisioni, E. Cattaneo, 1938.
- Incunabuli di biblioteche e di archivi novaresi, E. Cattaneo, 1939.